# 荆门站
荆门站位于湖北省荆门市东宝区车站路，建于1970年，是焦柳铁路和长荆铁路上的一个车站，现办理客货运业务。车站距离月山站623公里，隶属中国铁路武汉局集团宜昌车务段，是二等站，本站及相邻上下行区间均为电气化区段。

## 历史

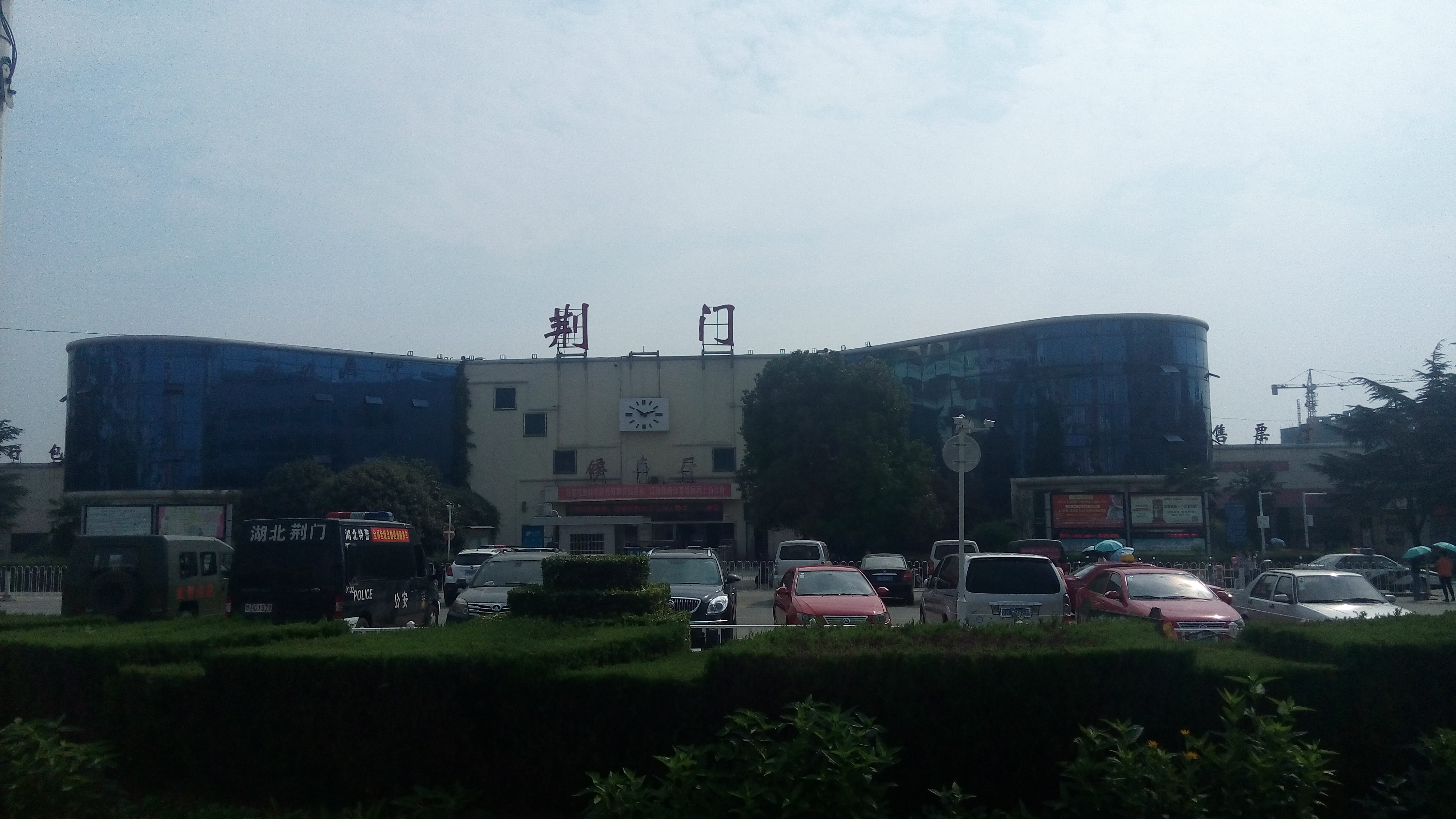
舊站房

- 2018年7月10日，武汉铁路局决定对荆门火车客运站进行改扩建[3]。
- 2020年1月10日，车站改扩建工程经四个月的修建后投入使用[4]。